# SN 1998ab
SN 1998ab – supernowa typu Ia-pec odkryta 11 kwietnia 1998 roku w galaktyce NGC 4704. Jej maksymalna jasność wynosiła 15,94m.